# Junghuhnia semisupiniformis
Junghuhnia semisupiniformis är en svampart som först beskrevs av William Alphonso Murrill, och fick sitt nu gällande namn av Leif Ryvarden 1985. Junghuhnia semisupiniformis ingår i släktet Junghuhnia och familjen Meruliaceae.   Inga underarter finns listade i Catalogue of Life.